# Violencia de género en Chile

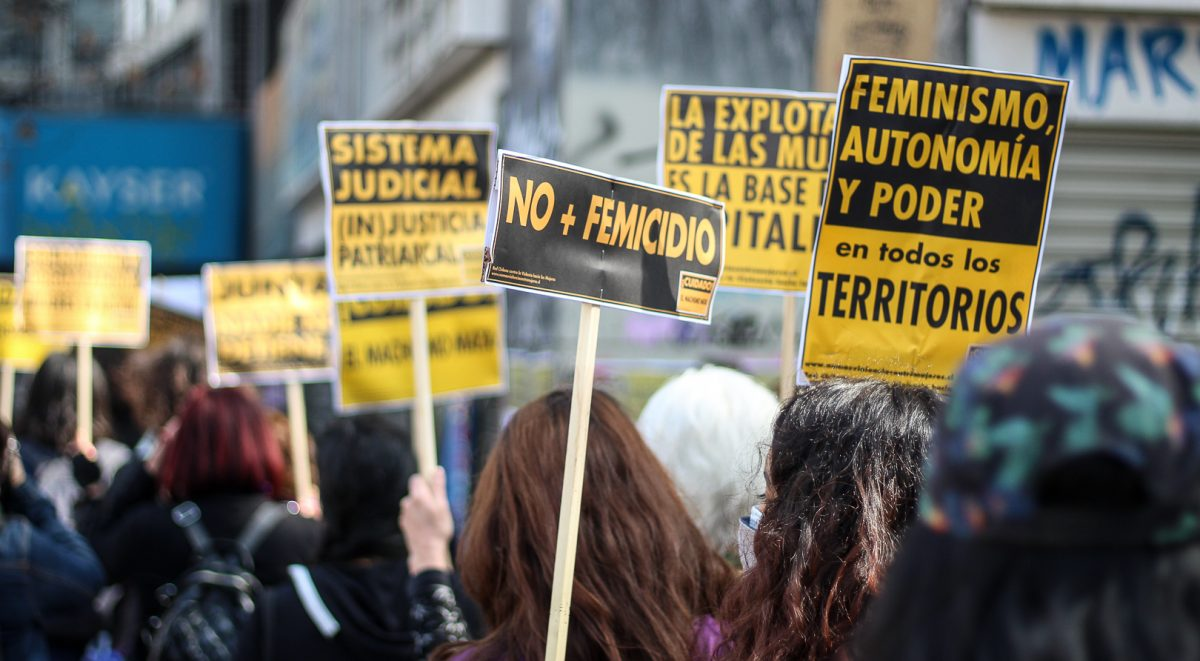
Lanzamiento de XV versión de la campaña ¡Cuidado! El Machismo Mata. 6 de agosto de 2021, Santiago.

La violencia de género en Chile considera la violencia física o psicológica ejercida en contra de cualquier persona sobre la base de su género, que impacta de manera negativa su identidad y bienestar social, físico y/o psicológico, y que haya transcurrido en el territorio de Chile.
Según la legislación chilena, se entiende por violencia de género a aquellos actos que se ejercen contra la mujer que provoquen cualquier acción u omisión, sea en el ámbito público o privado, basada en el género y ejercida en el marco de las relaciones de poder históricamente desiguales que emanan de los roles diferenciados asignados a hombres y mujeres, que resultan de una construcción social, cultural, histórica y económica, que cause o pueda causar muerte, menoscabo físico, sexual, psicológico, económico o de otra clase a las mujeres, incluyendo la amenaza de realizarlas, y en general cualquier conducta que menoscabe o amenace sus derechos.

## Antecedentes
En 2020, Chile se encontraba en el puesto número 57 del índice mundial de la brecha de género. Esta estadística se utiliza para entender cómo se están distribuyendo los recursos y oportunidades entre los hombres y mujeres de los 142 países que analiza la encuesta. Según el informe del Índice de desigualdad de género (IDG) de 2019, Chile estaba en el puesto número 62 de 162 países. 
Según estimaciones del SernamEG, en la última década casi un tercio de las víctimas de femicidio había denunciado previamente a su victimario. El 31 % de las víctimas de femicidios habían efectuado previamente al menos una denuncia por violencia al agresor. Según la Subsecretaría de Prevención del delito, desde 2005 a 2017, el número de delitos de Violencia intrafamiliar (VIF) ha aumentado en un 33 % a nivel general y en un 20 % los casos cuyas víctimas son mujeres. Sumado a ello, las mujeres demoran en promedio siete años en denunciar que son víctimas de violencia intrafamiliar.
Durante el 2020 se registró la cifra más alta de femicidios frustrados registrada en Chile desde 2013: 151 mujeres fueron víctimas de este crimen, mientras que en 2019 se registraron 109 y en 2018 hubo 121. Durante esos tres años se registraron 381 femicidios frustrados.
Según las estadísticas de la Subsecretaría de Prevención del Delito, la violencia contra la mujer en espacios públicos ha aumentado a un 17,9 % desde el año 2018, cuando esta cifra estaba en un 8,1 %. Esta misma encuesta reveló que el indicador de violencia general presentó un aumento significativo entre las mediciones 2017 y 2020, pasando de 38,2 % a 41,4 % respectivamente, según la subsecretaría, esto tendría su origen en que actualmente existen vivencias que en el pasado no eran consideradas como hechos de violencia. Por lo que esto implicaría un reconocimiento de hechos de violencia de los cuales no se tenía conciencia y naturalizaron.
Asimismo, según una encuesta de 2022 levantada por Ipsos, el 25 % de los hombres chilenos creen que la violencia contra las mujeres suele ser provocada por la víctima, hecho que perpetuaría la violencia en el país y que posiciona a Chile como el quinto país a nivel mundial con el porcentaje más alto en estar de acuerdo.
Sumado a ello, el estudio mostró que un 25 % de los chilenos piensa que los hombres han perdido poder económico, social o político como consecuencia del feminismo, superando el promedio mundial (19 %) y siendo el país latinoamericano con el porcentaje más alto. Además, un 28 % cree que la masculinidad tradicional está bajo amenaza.
En contraste a estas cifras, el estudio de Ipsos reveló que el 87 % de los encuestados chilenos cree que las mujeres no deberían tener que soportar los abusos en línea, una de las violencias que han surgido durante los últimos años y que se incrementó durante el periodo de confinamiento debido a la pandemia del Covid-19. 
Durante el mismo periodo de confinamiento, el Ministerio de la Mujer cifró un total de llamadas por violencia intrafamiliar (VIF) que registró récord durante el 2020 al crecer casi en un 150 % en comparación con 2019. A esto se suma que el número de llamados que recibió Carabineros de Chile por este tipo de violencia se duplicó y alcanzó un 97 %. En contraste, las denuncias formales disminuyeron en un 6,9 % respecto del año anterior. 

## Legislación
El 22 de septiembre de 2005, se promulgó la Ley 20.066 que estableció lo que se entenderá en Chile por Violencia Intrafamiliar. Esta ley tiene por objeto prevenir, sancionar y erradicar la violencia intrafamiliar y otorgar protección a las víctimas de la misma (art. 1), considerando como violencia intrafamiliar todo maltrato que afecte la vida o la integridad física o psíquica de quien tenga o haya tenido la calidad de cónyuge del ofensor o una relación de convivencia con él; o sea pariente por consanguinidad o por afinidad en toda la línea recta o en la colateral hasta el tercer grado inclusive, del ofensor o de su cónyuge o de su actual conviviente (art. 5). Esta establece que es deber del Estado adoptar las medidas conducentes para garantizar la vida, integridad personal y seguridad de los miembros de la familia (art. 2).
Tras la promulgación de la ley de Violencia Intrafamiliar, se crearon diferentes modificaciones que buscaban perfeccionar esta legislación. Una de ellas fue la Ley 20.480, promulgada el 14 de diciembre de 2010 y conocida como la Ley de Femicidio en Chile. Esta tuvo el objetivo de modificar el código penal y la ley de violencia intrafamiliar, estableciendo el “femicidio”, aumentando las penas aplicables a este delito y reformando las normas sobre parricidio. 
Con ello se introdujo al Código Penal el siguiente inciso: “Si la víctima del delito descrito en el inciso precedente (art. 390. Sobre crímenes y delitos contra personas) es o ha sido la cónyuge o la conviviente de su autor, el delito tendrá el nombre de femicidio”. El artículo continúa esclareciendo que “la infidelidad no podrá ser considerada como causal para configurar/interpretar la atenuante de responsabilidad penal del artículo 11 nº 5 de este Código, en los casos de femicidio y femicidio frustrado”. 
La Ley 21.212, fue promulgada el 2 de marzo de 2020 con el objetivo de modificar el Código Penal, el Código Procesal Penal y la Ley 18.216 con relación a la tipificación del feminicidio en Chile, buscando establecer penas sustitutivas a las penas privativas de libertad, con relación a este delito y destinada a sancionar la violencia contra las mujeres, mediante tipos penales específicos que amplían el concepto de femicidio a los casos en que ocurre fuera de una relación afectiva -femicidio por causa de género- y el femicidio íntimo que incorpora la relación de pareja con el autor del delito habiendo existido o no convivencia. Asimismo, incorpora la figura de la violación con femicidio.
Con esta modificación se incorporaron cuatro nuevos artículos al Código Penal, entre ellos, el que se refiere a que si el autor del delito de violación con homicidio de la víctima, es un hombre y la víctima una mujer, el delito tendrá el nombre de violación con femicidio. Asimismo, esta ley redefine el delito de femicidio, entendiéndose por tal: "El hombre que matare a una mujer que es o ha sido su cónyuge o conviviente, o con quien tiene o ha tenido un hijo en común, será sancionado con la pena de presidio mayor en su grado máximo a presidio perpetuo calificado. La misma pena se impondrá al hombre que matare a una mujer en razón de tener o haber tenido con ella una relación de pareja de carácter sentimental o sexual sin convivencia”. Esta ley fue denominada “Ley Gabriela”, en homenaje a Gabriela Alcaino, joven que fue asesinada en 2018 junto a su madre por su expareja Fabián Cáceres.
Promulgada el 8 de marzo de 2005, la Ley 20.005 de acoso sexual laboral, logró reconocer y castigar el comportamiento de acoso sexual en el trabajo como vulneración de la dignidad de trabajadores y trabajadoras, estableciéndolo como causal de despido sin derecho a indemnización. Con esto se estableció que se entenderá por acoso sexual a aquellas conductas en que una persona realice de forma indebida requerimientos de carácter sexual sin consentimiento de quien los reciba, y que amenacen o perjudiquen su situación laboral o sus oportunidades de empleo.
Otra de las leyes que buscó reducir la desigualdad de género, fue la Ley 20.348 que resguarda el derecho a la igualdad en las remuneraciones laborales. Promulgada el 19 de junio de 2009, esta ley modificó el Código del Trabajo obligando al empleador a dar cumplimiento al principio de igualdad de remuneraciones entre hombres y mujeres que presten un mismo trabajo (art. 62) y no considera discriminatorias las diferencias objetivas en las remuneraciones basadas, entre otras razones, en las capacidades, calificaciones, idoneidad, responsabilidad o productividad. Además, la ley específica que será aplicada de forma obligatoria solo en el sistema público. 

## Tipos de violencia

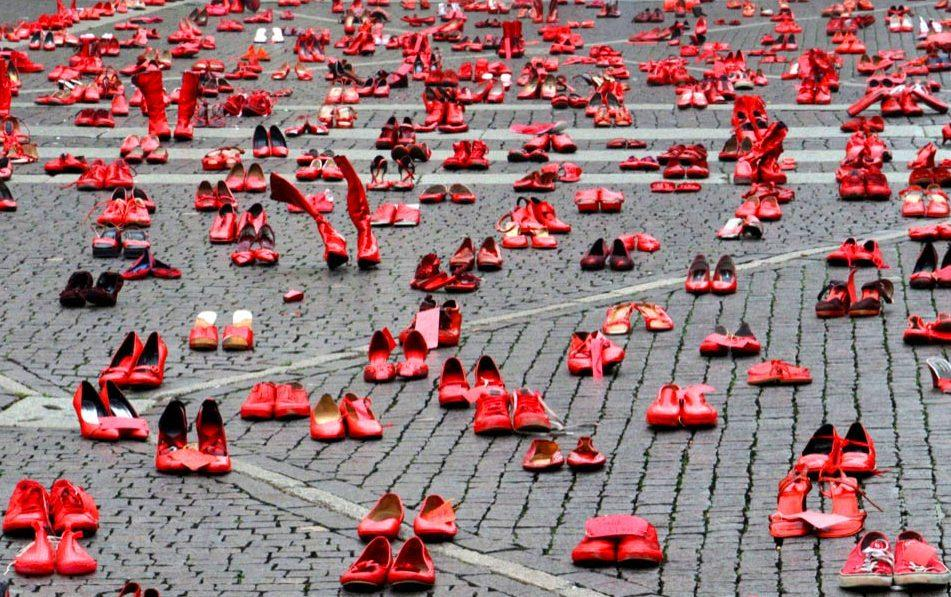
“ZAPATOS ROJOS”. Intervención artística de Elina Chauvet inspirada en la Violencia contra la Mujer, realizada en 2018 en Paseo Bulnes, Chile.

La legislación chilena considera cuatro tipos de violencia que se pueden ejercer contra la mujer en el ámbito privado y en el ámbito público. Estas son: violencia física, psíquica, económica y patrimonial, según se explica en la ley de violencia intrafamiliar.
Violencia física: cualquier agresión dirigida contra el cuerpo de la mujer, que vulnere, perturbe o amenace su integridad física, su libertad personal o su derecho a la vida. 
Violencia psicológica: cualquier acción u omisión que vulnere, perturbe o amenace la integridad psíquica o estabilidad emocional de una mujer, tales como tratos humillantes, vejatorios o degradantes, control o vigilancia de sus conductas, intimidación, coacción, exigencia de obediencia, aislamiento, explotación o limitación de su libertad de acción, opinión o pensamiento. 
Violencia económica: toda acción u omisión, intencionada y/o arbitraria, ejercida en el contexto de relaciones afectivas o familiares, que tenga como efecto directo la vulneración de la autonomía económica de la mujer, que se lleve a cabo con afán de ejercer un control sobre ella o generar dependencia y que se manifiesta en un menoscabo injusto de sus recursos económicos o patrimoniales o el de sus hijos, tales como el no pago de las obligaciones alimentarias, entre otros. 
Por su parte, el proyecto de ley de 2018 sobre el Derecho de las Mujeres a una Vida Libre de Violencia, considera nueve tipos de violencias: violencia física, psicológica, sexual, económica, simbólica, institucional, política, laboral e indirecta. Estas clasificaciones también aplican para los casos de violencia contra niños, niñas y adolescentes, personas adultas mayores y personas en situación de discapacidad.

## Políticas públicas sobre violencia de género
En 1991 fue creado el Servicio Nacional de la Mujer (Sernam) para promover la igualdad entre hombres y mujeres. El Ministerio de la Mujer y Equidad de Género fue creado 25 años después para reforzar las labores del Sernam, y renombrar la institución como SernamEG. Desde la fusión de ambos organismos se han producido herramientas para ayudar a las mujeres víctimas de violencia de género.  Entre las que se encuentran vigentes están las campañas: “En esta comunidad no entra la violencia”, “Amar sin violencia”, “Nada justifica la violencia contra la mujer”, “No lo dejes pasar”, entre otras. 
En paralelo, existen organizaciones de la sociedad civil que entregan acompañamiento a las víctimas de violencia de género y que han levantado campañas masivas para la prevención de esa violencia. Estas son:
- Red Chilena contra la Violencia Hacia las Mujeres.[22]
- Corporación Miles Chile.[23]

## Rol institucional
En Chile, es el Ministerio de la Mujer y Equidad de Género quien tiene el deber de coordinar las políticas y los planes en materia de violencia contra la mujer. Este Ministerio entrega orientaciones y directrices para el desarrollo de capacitaciones sobre violencia contra las mujeres, como el Programa de Prevención en Violencia contra las Mujeres, que propone capacitaciones para monitores y monitoras juveniles en materia de violencia de género. El Poder Judicial, el Ministerio Público, Carabineros de Chile, la Policía de Investigaciones de Chile y la Corporación de Asistencia Judicial considerarán dichas orientaciones en las capacitaciones para sus autoridades y personal vinculado a la atención de las víctimas.[cita requerida]
Según la Ley 20.066, sobre violencia intrafamiliar, corresponde al Ministerio de la Mujer y la Equidad de Género proponer al presidente de la República las políticas públicas para el cumplimiento de los objetivos de esta ley. De esta manera, en coordinación y colaboración con los organismos públicos y privados pertinentes, se formulan anualmente un plan nacional de acción (art. 4). Asimismo, según esta ley, se establece que el Servicio Nacional de la Mujer y la Equidad de Género debe prestar asistencia técnica a los organismos que intervengan en la aplicación de esta ley que así lo requieran.
Por otra parte, Carabineros de Chile, la Policía de Investigaciones (PDI), la Fiscalía o los Tribunales, son los organismos que pueden recibir denuncias por violencia intrafamiliar o violencia de género. En dichos centros se pueden solicitar medidas de protección. Ante un delito de violencia intrafamiliar, la Fiscalía investiga los delitos, evalúa el riesgo de la víctima y adopta medidas de protección o solicita al Tribunal que decrete medidas cautelares. 
Por su parte, la Fiscalía puede tomar las siguientes medidas: 
- Entregar un teléfono celular temporal con número de emergencia.
- Entregar alarmas de ruido.
- Orientar sobre las Casas de Acogida.
- Reforzar la seguridad del domicilio.
- Gestionar un cambio temporal o definitivo de domicilio.
- Tener un contacto telefónico prioritario con la policía.
- Otorgar rondas policiales periódicas.

## Violencia contra la diversidad sexual
En 2020 Chile registró un aumento del 14,7 % en casos de abusos contra la comunidad LGBTIQA+, registrándose 1.266 casos de abusos contra la comunidad. Para el año 2021, según el primer estudio exploratorio sobre discriminación y violencia contra personas LGBTIQ+ que se ha hecho en Chile a nivel estatal, un 89,3 % ha sufrido discriminación al menos una vez en su vida. En el caso de las personas con identidad de género trans, las experiencias de discriminación alcanzan un 94,1 % en la vida y un 85,4 % en el último año.
Con relación a las denuncias por experiencias de discriminación, solamente un 4,3 % de las personas encuestadas reportó estos hechos, mientras que un 95,7 % no lo hizo porque, según la encuesta, no fue lo suficientemente grave para denunciar (31,5 %) o porque la policía o tribunales no hubieran hecho nada (22,9 %).
A nivel estatal se ha avanzado en algunos derechos para la comunidad LGBTIQA+: 
- 1999 Despenalización de la Sodomía
- 2012 Ley Antidiscriminación (Ley Zamudio)
- 2015 Ley Unión Civil
- 2016 Ley laboral que saca la orientación sexual e identidad de género protegidas de la discriminación
- 2021 Ley Matrimonio Igualitario

Desde el 15 de junio del año, está en tramitación el proyecto de ley José Matías, en reconocimiento al joven trans que se suicidó en 2019 producto del hostigamiento y bullying que sufrió en su establecimiento escolar en Copiapó. La propuesta parlamentaria, patrocinada por el Ministerio de Educación, fue aprobada en sus normas generales por 94 votos a favor, 22 en contra y 22 abstenciones. También desde junio de 2022, se puede postular con nombre social a todos los empleos y prácticas laborales que ofrece el Estado.

## Femicidios
La tipificación del delito de femicidio en Chile se produjo con la ley N.º 20.480 que modificó el Código Penal para establecer el concepto de femicidio y aumentar las penas aplicables a este delito y reformar las normas sobre parricidio. Esto, ya que con la Ley N.º 20.066 se buscó prevenir, sancionar, erradicar y proteger a las víctimas de violencia intrafamiliar, pero no se sentaron las bases de lo que la justicia chilena entendería por femicidio.
Así, se considerará femicidio el asesinato de una mujer en razón de su género cuando la muerte se produzca en alguna de las siguientes circunstancias:
1. Ser consecuencia de la negativa a establecer con el autor una relación de carácter sentimental o sexual.
2. Ser consecuencia de que la víctima ejerza o haya ejercido la prostitución, u otra ocupación u oficio de carácter sexual.
3. Haberse cometido el delito tras haber ejercido contra la víctima cualquier forma de violencia sexual, sin perjuicio de lo dispuesto en el artículo 372 bis.
4. Haberse realizado con motivo de la orientación sexual, identidad de género o expresión de género de la víctima.
5. Haberse cometido en cualquier tipo de situación en la que se den circunstancias de manifiesta subordinación por las relaciones desiguales de poder entre el agresor y la víctima, o motivada por una evidente intención de discriminación.

Previo a la entrada en vigencia de la ley de femicidio en 2010:
|      |          |             |
| Año  | Sernameg | Red Chilena |
| 2008 | 58       | -           |
| 2009 | 55       | -           |
| 2010 | 49       | 65          |
| 2011 | 40       | 49          |
| 2012 | 34       | 45          |
| 2013 | 40       | 56          |
| 2014 | 40       | 59          |
| 2015 | 45       | 60          |
| 2016 | 34       | 55          |
| 2017 | 44       | 69          |
| 2018 | 42       | 59          |
| 2019 | 46       | 64          |
| 2020 | 43       | 59          |
| 2021 | 44       | 55          |
| 2022 | 32       | 36          |
| 2023 | 10       | 14          |

## Mecanismos de ayuda
Desde el Ministerio de la Mujer y Equidad de Género, se han dispuesto diferentes mecanismos y recomendaciones de acción en caso de que una mujer sea víctima de violencia de género.
Entre ellos están el Fono 1455 de Orientación en Violencia que funciona las 24 horas durante los siete días de la semana. Este teléfono y chat es gratuito, confidencial y es atendido por especialistas en violencia que entregan ayuda a todas las mujeres que sufren o son testigos de maltrato físico y/o psicológico. Además, existe un “WhatsApp Mujer”, que busca personalizar lo más posible la comunicación cotidiana con las mujeres víctimas.
También están los más de 100 Centros de la Mujer, distribuidos a lo largo de todo el país con el objetivo de entregar asesoría legal relacionada con temas de violencia. Estos centros cuentan con abogados y/o atención psicológica y social. 
Las Casas de Acogida son espacios de protección al que pueden acceder las víctimas de violencia junto a sus hijos e hijas menores de 14 años por el tiempo que sea necesario. Para solicitar el ingreso a estos recintos se puede llamar al Centro de la Mujer más cercano o a la Dirección Regional de SernamEG.
También existen Centros de Reeducación de Hombres, Centros de Atención y Reparación para Mujeres Víctimas/Sobrevivientes de Violencia Sexual y Casas de Acogida para Mujeres Vulneradas por la Trata de Personas y Migrantes en Situación de Explotación, como otras herramientas para la prevención y tratamiento de la violencia de género en el país. Por último, también se dispone de una línea de Violencia Extrema, Femicidios y Casos de Connotación Pública VCM. 
Carabineros de Chile también cuenta con un teléfono de asistencia en caso de vivir violencia intrafamiliar. Este es el Fono Familia de Carabineros 149, que está disponible las 24 horas y los 7 días de la semana durante todo el año. Desde la Policía de Investigaciones también cuentan con una vía telefónica para que la ciudadanía pueda denunciar ante cualquier sospecha, ya sea a través del fono 134 o al 600 400 0101 de Denuncia Seguro, que es totalmente anónimo.
Durante la pandemia del Covid-19 se integró una iniciativa que respondía a las condiciones de confinamiento. Se trató de la palabra clave “Mascarilla 19”, que se utilizó en farmacias, para contactarse con el Fono de orientación 1455.